# 제천군·단양군 (1992년 선거구)
제천군·단양군은 대한민국의 옛 국회의원 선거구이다. 당시 충청북도 제천군과 단양군 지역을 관할했다.

## 역사
1991년 1월 1일을 기해 제원군이 제천군으로 명칭을 변경하였다. 이에 제14대 국회의원 선거를 앞두고 제원군·단양군 선거구가 제천군·단양군 선거구로 명칭이 변경되었다.
1995년 1월 1일, 제천시와 제천군이 통합되면서 통합 제천시가 출범하였다. 이에 제15대 국회의원 선거를 앞두고 제천시 선거구와 제천군·단양군 선거구가 통합되어 제천시·단양군 선거구를 이루게 됨에 따라 폐지되었다.

## 역대 국회의원
| 선거   | 정당 | 정당       | 의원   |
| ------ | ---- | ---------- | ------ |
| 1992년 |      | 통일국민당 | 송광호 |

## 역대 선거 결과

### 대한민국 제14대 국회의원 선거
|  | 46.84% |

|  | 43.37% |

|  | 6.43% |

|  | 3.33% |